# Agnicourt-et-Séchelles
Agnicourt-et-Séchelles è un comune francese di 207 abitanti situato nel dipartimento dell'Aisne della regione dell'Alta Francia.

## Società

### Evoluzione demografica
Abitanti censiti